# Chauvin (Luisiana)
Chauvin es un lugar designado por el censo ubicado en la parroquia de Terrebonne en el estado estadounidense de Luisiana. En el Censo de 2010 tenía una población de 2912 habitantes y una densidad poblacional de 235,81 personas por km².

## Geografía
Chauvin se encuentra ubicado en las coordenadas 29°26′43″N 90°35′37″O / 29.44528, -90.59361. Según la Oficina del Censo de los Estados Unidos, Chauvin tiene una superficie total de 12.35 km², de la cual 12.33 km² corresponden a tierra firme y (0.15%) 0.02 km² es agua.

## Demografía
Según el censo de 2010, había 2912 personas residiendo en Chauvin. La densidad de población era de 235,81 hab./km². De los 2912 habitantes, Chauvin estaba compuesto por el 91.41% blancos, el 2.13% eran afroamericanos, el 4.09% eran amerindios, el 1.06% eran asiáticos, el 0.1% eran isleños del Pacífico, el 0.38% eran de otras razas y el 0.82% pertenecían a dos o más razas. Del total de la población el 1.06% eran hispanos o latinos de cualquier raza.